# Supino (Italia)
Supino è un comune italiano di 4 587 abitanti abitanti della provincia di Frosinone nel Lazio.

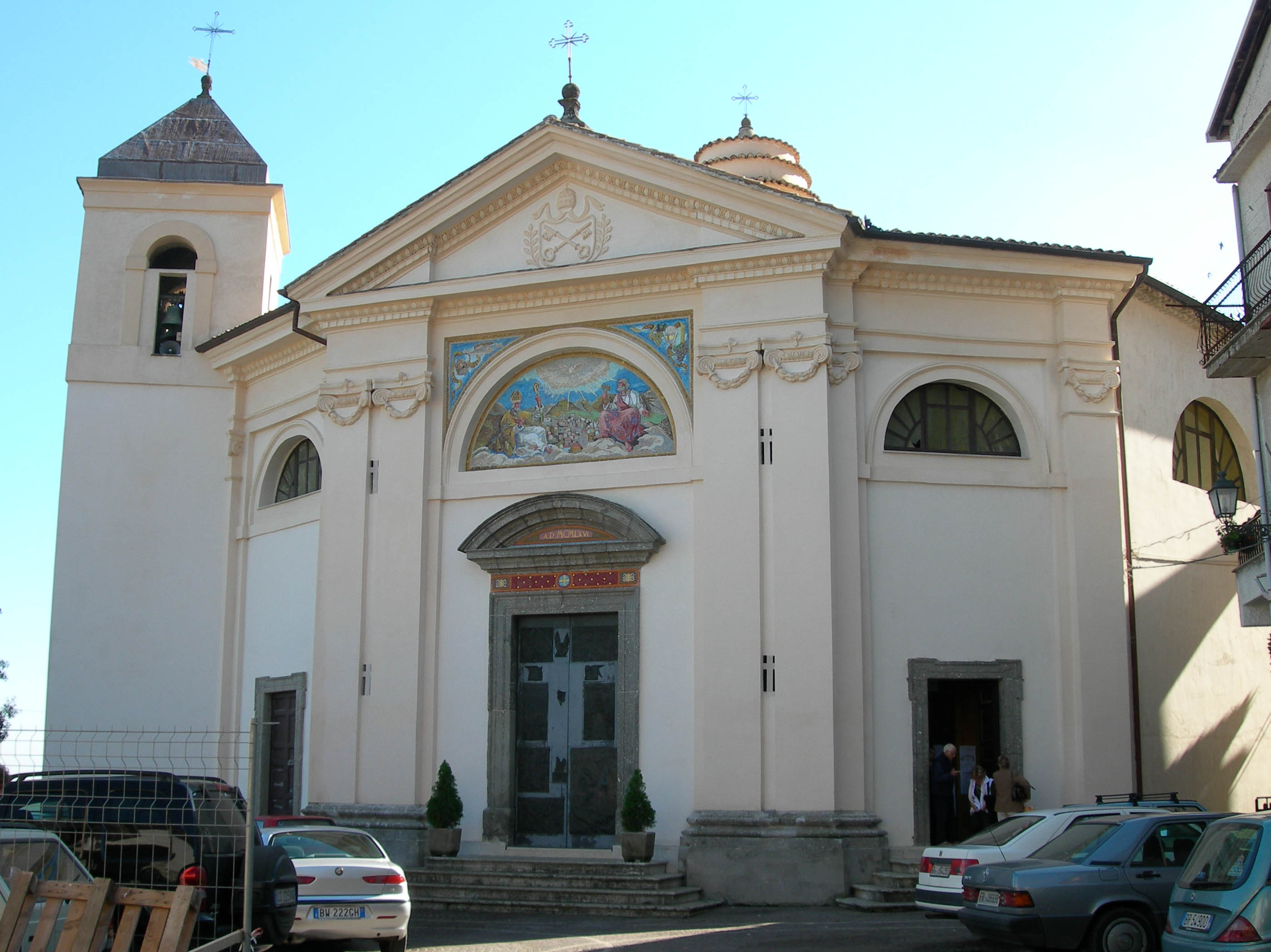
Chiesa di San Pietro Apostolo

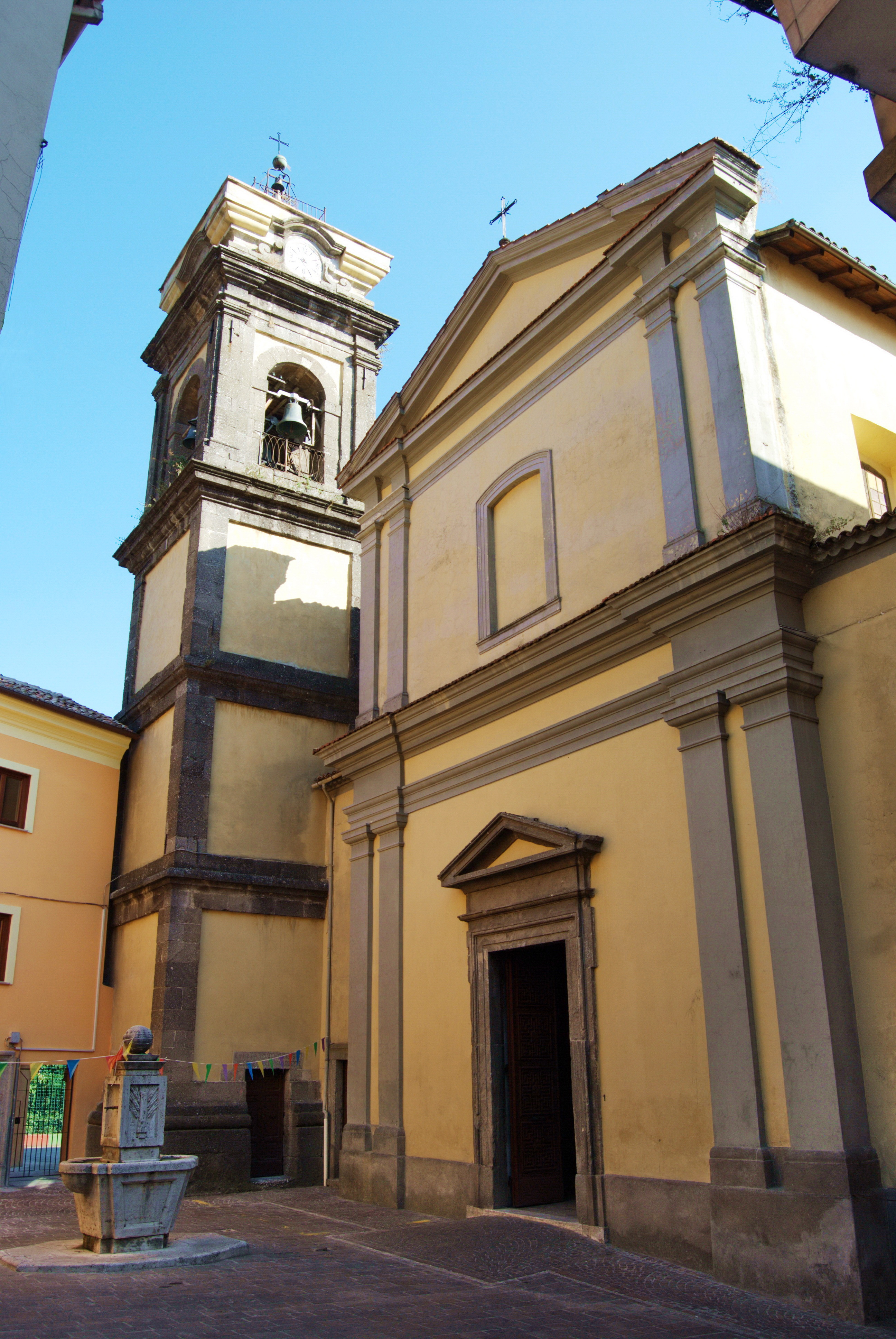
Chiesa di Santa Maria Maggiore

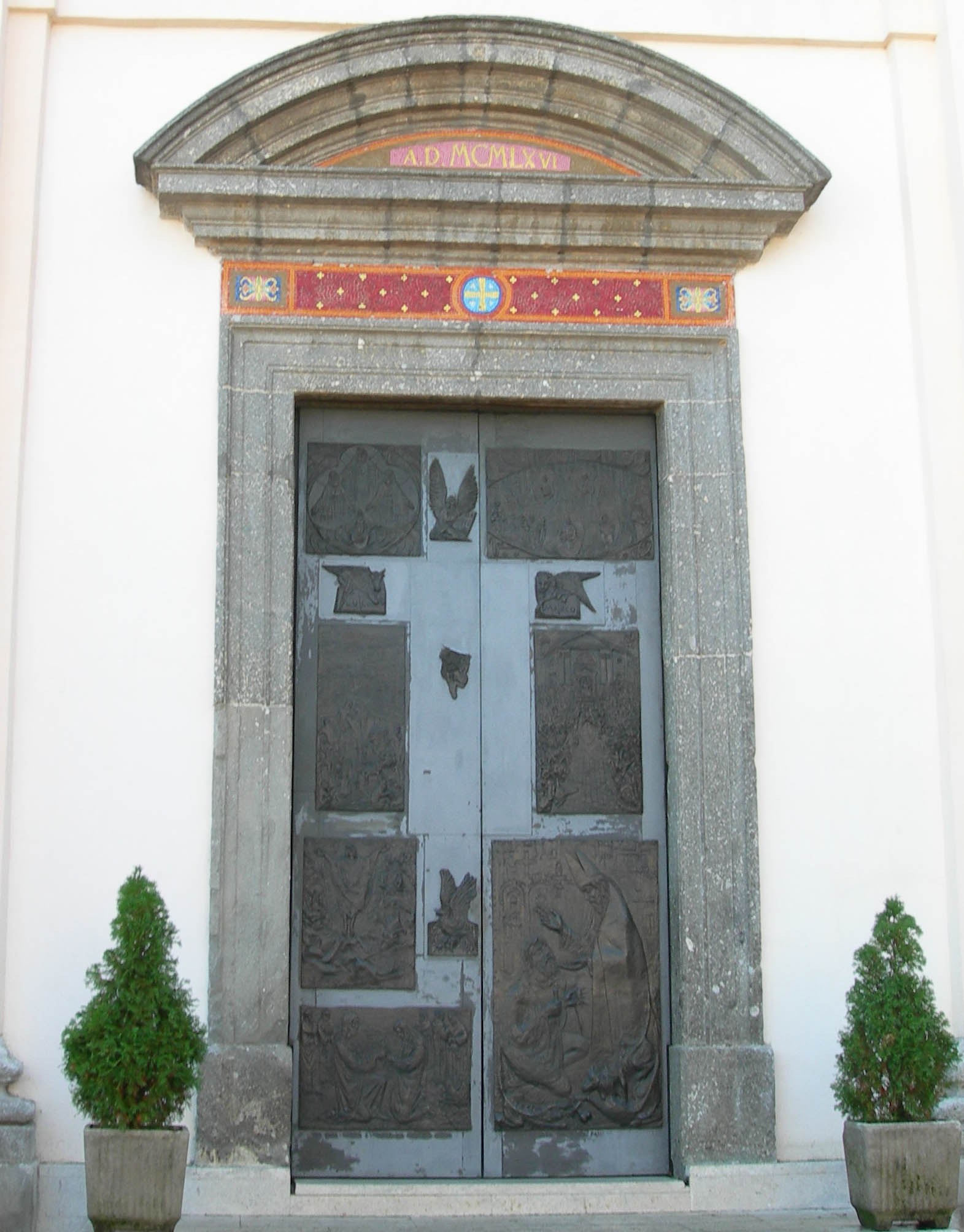
Porta della chiesa di San Pietro

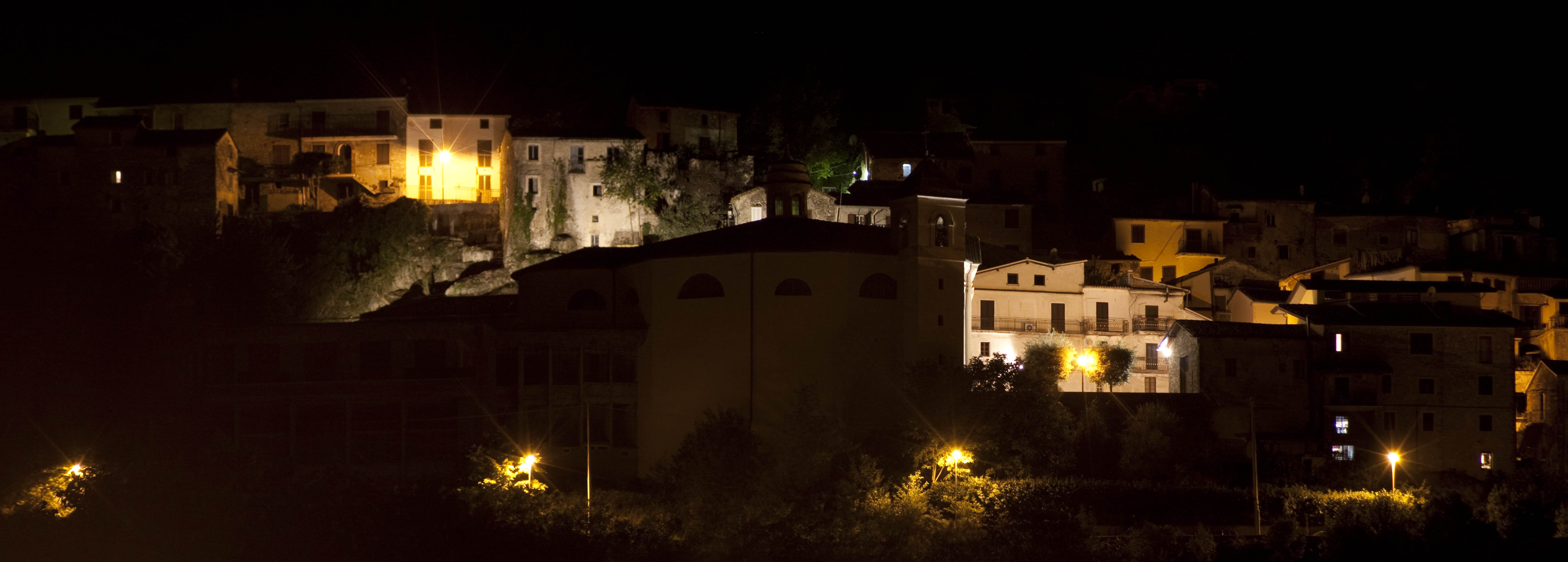
Scorcio notturno della Chiesa Matrice di S. Pietro Apostolo-Santuario di San Cataldo, con annessa Casa del Pellegrino (leggermente in ombra) costruita tra il 1964 ed il 1970

## Geografia fisica

### Territorio
Situato sulle pendici dei Monti Lepini, ai piedi del Monte Gemma (1457 m), questo piccolo paese laziale si affaccia sulla valle del fiume Sacco. 
La conformazione morfologica risulta eterogena, con le zone altimetriche più elevate nella parte occidentale del territorio comunale, che digradano nella zona collinare centrale, in corrispondenza dell'abitato di Supino, per diventare pianeggianti nella valle del Sacco.
Tra i rilievi montuosi, oltre a quella del Monte Gemma, si elevano le cime del Monte Malaina, del Monte Salerio e del Monte Semprevina. Intorno al paese alcuni rilevi montani e collinari, come Punta La Torricella, il Colle Piazza Marotta, il Cuccomaruzzo e il Pisciarello.
La maggior parte dei corsi d'acqua sono a carattere torrentizio, con adamento da ovest ad est, in ragione dell'andamento altimetrico, confluendo per la maggior parte nel fiume Sacco, che passa la parte più orientale del territorio comunale, con andamento da nord a sud.
Classificazione sismica: in base alla Classificazione Sismica della Regione Lazio  al territorio di Supino risulta assegnata la classe sismica 2B.

### Clima
Il comune non ha ufficialmente una stazione meteorologica di riferimento
- Classificazione climatica: zona D, 1906 GR/G

## Origini del nome
L'etimologia del lemma Supino deriverebbe dall'aggettivo latino supinus che nell'accezione riferita a luoghi significa inclinato, posto in pendio e fa riferimento alla sua posizione geografica.

## Storia
L'epoca dei primi insediamenti urbani nella zona è incerta, anche se alcuni ipotizzano che Supino sia nata ad opera dei profughi fuggiti dalla distruzione di Ecetra, mitica città dei Volsci. Tuttavia è stato attendibilmente dimostrato dal prof. Cesare Bianchi di Ferentino, già preside della scuola media di Supino, che Ecetra non poteva trovarsi nell'agro supinese, ma nella zona del "Bosco ferentino" (dedicato ad una divinità locale, "Ferentina", appunto, simile alla dea Feronia). Di certo durante l'epoca romana il nucleo abitativo doveva essere situato più a valle dell'attuale paese, dove sono stati rinvenuti importati resti di una villa con un ambiente termale con pavimenti a mosaico bianco e nero con soggetti marini del II secolo d.C.
Successivamente, in epoca medioevale, l'abitato si spostò verso la collina. Le prime notizie certe dell'esistenza di Supino ci provengono dalle cronache di Fossanova. Nel 1125 il castello di Supino subì un lungo assedio, durato due anni, da parte delle truppe di papa Onorio II. In precedenza il signore locale, Tommaso di Supino, aveva stretto alleanza, nel 1216, con Ruggero d'Aquila, per contrastare i suoi rivali, i Conti de Ceccano. L'assedio, conclusosi con una sconfitta, segnò il passaggio del feudo alla potente famiglia dei De Ceccano.
Le cronache ci riportano di un nobile Rinaldo da Supino che nel 1303 prese parte, con Guglielmo di Nogaret e Sciarra Colonna, al famoso episodio dello schiaffo di Anagni.
Con l'estinguersi dei da Supino il castello passò alla fine del XIV secolo ai Colonna, poi allo stato pontificio, per poi tornare di nuovo ai Colonna a metà XVI secolo. Venuto in disuso e decaduta la potenza dei Colonna a Supino, che com'è noto aveva interessi maggiori sia nella vicina Patrica, sia nella Capitale, alcuni tracciano la trasformazione della Rocca in abbazia denominata San Giovanni della Torre, a cui risultavano associati dei benefici diocesani.
Allo scopo è utile ricordare quanto può leggersi nel Dizionario di erudizione… (1844) di Gaetano Moroni:
(Gaetano Moroni, Dizionario di erudizione storico-ecclesiastica da S. Pietro ai nostri giorni […])

## Monumenti e luoghi d'interesse

### Architetture religiose
Le chiese di Supino sono quattro. Tre di esse, San Pietro Apostolo, Santa Maria Maggiore e San Nicola di Bari, hanno il titolo parrocchiale, con certezza, sin dal 1300, ma esistevano anche prima. I relativi edifici furono ricostruiti su quelli preesistenti a partire dal XVIII secolo.

#### Chiesa di San Pietro Apostolo
La Chiesa arcipretale e matrice di San Pietro Apostolo, con annesso Santuario di San Cataldo, fu riedificata per la terza volta tra il 1750 ed il 1790.
Raro esempio, all'epoca nella Campagna e comunque nel Lazio, di edificio a pianta poligonale con dodici facce, con due altari sui lati, che richiama la struttura e l'insieme della chiesa di San Lorenzo a Torino del Guarini.

In cornu evangelii si trova la cappella di San Cataldo, attestata già dal XVI secolo, con volta e tondi rappresentanti la "Gloria" e "Miracoli di San Cataldo", istoriati di nuovo dal pittore Agostino Monacelli nel 1890.
La statua di San Cataldo è una riproduzione del 1870 della prima statua, distrutta da un incendio, ad opera di uno sconosciuto artista romano, attivo all'epoca in Sant'Andrea della Valle a Roma, su disegno dello scultore Ernesto Biondi di Morolo, nel 1870 quindicenne.

La porta a bassorilievo in bronzo fu eseguita nel 1978 dall'artista Saverio Ungheri ed è composta da sette pannelli asimmetrici raffiguranti temi teologi e dottrinali.

#### Chiesa di Santa Maria Maggiore
La Chiesa di Santa Maria Maggiore fu eretta in età tardo - barocca o rococò intorno al 1753 ad opera della Confraternita della Beata Vergine, su una precedente intitolata a Maria Madre della Consolazione.

#### Chiesa di San Nicola da Bari
La Chiesa di San Nicola da Bari fu ricostruita nel 1774. Vi si festeggia, sin dall'Alto Medioevo, sant'Antonio Abate, con due feste una il 16 e 17 gennaio (distribuzione delle panicelle e benedizione degli animali) e l'altra l'ultima domenica di settembre (con processione e festeggiamenti civili).

#### Chiesa parrocchiale di San Pio X
In località Capoleprata, con bolla del 1º maggio 1961 del vescovo diocesano Tommaso Leonetti, poi arcivescovo di Capua (1962), si creò la nuova Chiesa parrocchiale di San Pio X, tanto voluta da don Egidio Schietroma (1906-1995), già rettore del Santuario di San Cataldo (1950-1953) e benemerito parroco di Santa Maggiore dal 1934 fino al 1º ottobre 1984.

### Siti archeologici

#### Villa Romana di Cona del Popolo
Sparute tracce del complesso termale di un'antica villa, risalente al II secolo d.C. (rinvenuta nel 1963), con pavimenti decorati con marmi bitonali (opus sectile) e a mosaico di tessere bianco-nero-grigie raffiguranti soggetti marini, come la biga del dio Nettuno, di cui restano evidenti gli impianti idrici, rasoterra e null'altro.

#### Ex Castello medievale e Ruderi di S. Giovanni della Torre
Si trova su Punta di Creta Rossa, colle che fa parte del Monte di Creta Rossa esteso dal territorio di Patrica e digradante su Supino, antica roccaforte del paese e tra Sette-Ottocento Chiesa-Monastero di San Giovanni della Torre.  Alla sua sommità nel 1951, a ricordo delle Missioni popolari e del luogo divenuto sacro, un gruppo di uomini e giovani, guidati dal ventenne don Armando Boni, hanno posto una visibile Croce di ferro, illuminata nelle festività significative dell'anno liturgico.

### Aree naturali
- Nel territorio di Supino, sul versante sud-est del Monte Malaina a una quota di 1360 metri slm. si apre l'Ouso di Passo Pratiglio, la grotta più profonda della regione Lazio.

### Altro
- Monumento ai caduti nella Piazza Umberto I, statua in bronzo su struttura marmorea raffigurante un soldato nell'atto di piantare il vessillo tricolore sulla vetta conquistata; nella mano sinistra reca, pronto a lanciarla, una granata, solo se necessario, poiché questo tema rientra nella sensibilità pacifista del suo autore che è il concittadino arch. Giovanni Jacobucci (1895-1970). L'opera è stata commissionata nel 1921 e realizzata nel corso di un anno ed inaugurata il 22 ottobre 1922, sotto gli auspici del sindaco, maresciallo CC. Luigi Cerilli, papà del comm. Eraldo Cerilli (presidente del comitato promotore del successivo Monumento all'Emigrante)
- Fontana ornamentale "Littoria" in piazza S. Maria Maggiore (Largo Cesare Battisti) sempre di Jacobucci, realizzata e messa in sede nel 1933. L'architetto Jacobucci fu artista di fama nazionale, tra le altre sue opere basti ricordare il "Mausoleo Ossario Gianicolense" di Roma, in località "prato del pino", inaugurato il 2 novembre 1941[22].
- La "Famiglia Ciociara" dello scultore anagnino Tommaso Gismondi (1985) nell'ex sede comunale di Via Roma
- Monumento all'Emigrante (1985, realizzato sotto l'impulso decisivo del sindaco on. Alberto Volponi e il presidente del Comitato Feste dell'Emigrante, direttore didattico, comm. e grande ufficiale, Eraldo Cerilli), inaugurato da Giulio Andreotti

## Società

### Evoluzione demografica
Abitanti censiti

## Cultura

### Istruzione

#### Biblioteche
- Biblioteca Comunale "Prof. Mario Cerilli"[24]

## Economia
Di seguito la tabella storica elaborata dall'Istat a tema Unità locali, intesa come numero di imprese attive, ed addetti, intesi come numero di addetti delle imprese locali attive (valori medi annui).
|           | 2015                  |                              |                            |                |                       |                     | 2014                  |                | 2013                  |                |
| --------- | --------------------- | ---------------------------- | -------------------------- | -------------- | --------------------- | ------------------- | --------------------- | -------------- | --------------------- | -------------- |
|           | Numero imprese attive | % Provinciale Imprese attive | % Regionale Imprese attive | Numero addetti | % Provinciale Addetti | % Regionale Addetti | Numero imprese attive | Numero addetti | Numero imprese attive | Numero addetti |
| Supino    | 222                   | 0,66%                        | 0,05%                      | 561            | 0,53%                 | 0,01%               | 232                   | 900            | 240                   | 1.178          |
| Frosinone | 33.605                |                              | 7,38%                      | 106.578        |                       | 6,92%               | 34.015                | 107.546        | 35.081                | 111.529        |
| Lazio     | 455.591               |                              |                            | 1.539.359      |                       |                     | 457.686               | 1.510.459      | 464.094               | 1.525.471      |

Nel 2015 le 222 imprese operanti nel territorio comunale, che rappresentavano lo 0,66% del totale provinciale (33.605 imprese attive), hanno occupato 561 addetti, lo 0,53% del dato provinciale; in media, ogni impresa nel 2015 ha occupato due addetti (2,53).

## Infrastrutture e trasporti

### Ferrovie
- Supino condivide con il vicino comune di Ferentino la Stazione di Ferentino-Supino servita dalla ferrovia regionale del Lazio che impiega la linea Roma – Napoli (via Cassino). La TAV Roma-Napoli ne attraversa il territorio.

### Strade
- SR 214 Maria e Isola Casamari ex strada statale 214 (superstrada Ferentino-Sora).
- SR 156 dei Monti Lepini ex strada statale 156 dei Monti Lepini.

## Amministrazione
| Periodo | Periodo   | Primo cittadino       | Partito             | Carica  | Note                    |
| ------- | --------- | --------------------- | ------------------- | ------- | ----------------------- |
| ...     | ...       | ...                   |                     | Sindaco |                         |
| 1968    | ...       | Dante Barletta        |                     | Sindaco |                         |
| ...     | 1984      | Dante Barletta        |                     | Sindaco |                         |
| 1984    | 1989      | Alberto Volponi       | DC                  | Sindaco |                         |
| 1989    | 1991      | Camillo Bonome        | DC                  | Sindaco | scadenza per dimissioni |
| 1991    | 1993      | Alberto Volponi       | DC                  | Sindaco |                         |
| 1993    | 1997      | Antonio Torriero      | PSDI                | Sindaco |                         |
| 1997    | 2001      | Gianfranco Nardecchia | Lista Civica        | Sindaco |                         |
| 2001    | 2006      | Antonio Torriero      | CEN-SIN(LS.CIVICHE) | Sindaco |                         |
| 2006    | 2011      | Alessandro Foglietta  | Lista Civica        | Sindaco |                         |
| 2011    | 2016      | Alessandro Foglietta  | Lista Civica        | Sindaco |                         |
| 2016    | 2021      | Gianfranco Barletta   | Lista Civica        | Sindaco |                         |
| 2021    | in carica | Gianfranco Barletta   | Lista Civica        | Sindaco |                         |

### Gemellaggi
- Cirò Marina, dal 2007
- Sásd, dal 2007

### Altre informazioni amministrative
Nel 1927, a seguito del riordino delle circoscrizioni provinciali stabilito dal regio decreto n. 1 del 2 gennaio 1927, per volontà del governo fascista, quando venne istituita la provincia di Frosinone, Supino passò dalla provincia di Roma a quella di Frosinone.
Fa parte della XXI Comunità Montana Monti Lepini, Ausoni e Valliva.

## Sport

### Impianti sportivi
- Stadio comunale
- Palazzetto dello sport

### Calcio
- Atletico Supino che, nel campionato 2019-20, milita nel campionato maschile di Seconda Categoria.[28]
- F.C. Supino che, nel campionato 2019-20, milita nel campionato maschile di Seconda Categoria.[29]